# سانتا لوتشيا ديل ميلا
سانتا لوتشيا ديل ميلا (بالإيطالية: Santa Lucia del Mela)‏ هي بلدية في مقاطعة ميسينا في صقلية الإيطالية.

## السكان
في سنة 1861 بلغ عدد السكان 4٬500 نسمة، وتطور العدد ليصل في سنة 2018 لـ 4٬584 نسمة.
يظهر هذا المخطط البياني تطور النمو السكاني لـ سانتا لوتشيا ديل ميلا